# Basklarinett

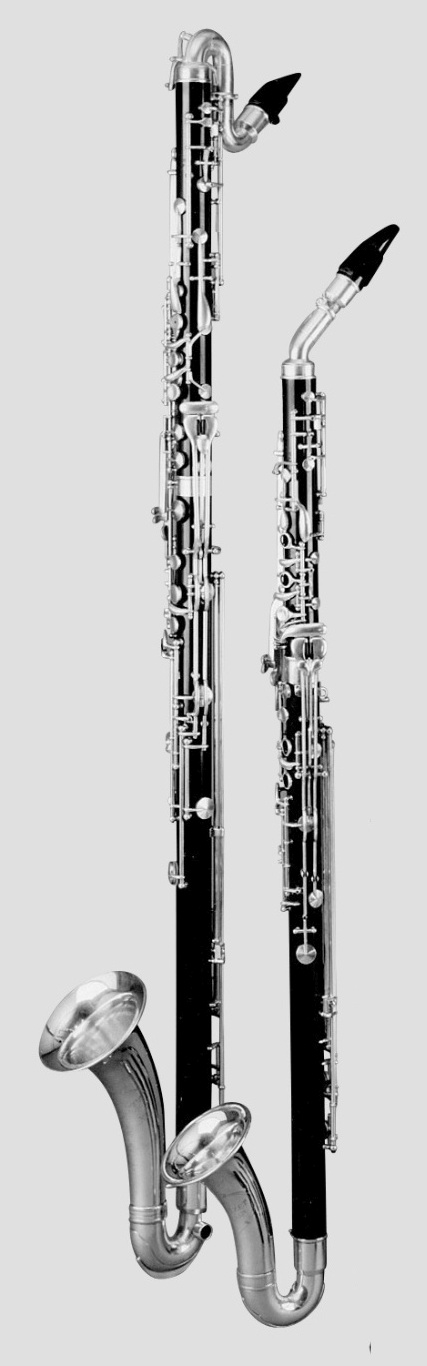
Basklarinet och Bassetthoern, var och en till djup C

Basklarinett är ett träblåsinstrument i basläge. Instrumentet är tillverkat i trä men har ett uppåtriktat klockstycke i metall som gör att det till utseendet påminner något om saxofon. Det är tämligen långt och tungt och stöds därför normalt mot golvet när det spelas. 

## Omfång
Basklarinetten är stämd i Bb (se transponerande instrument) och dess register är en dryg oktav djupare än den vanliga klarinettens. Den ton som finns på alla basklarinetter är ett noterat eb (klingande Db), vilket är en överstigande oktav lägre än klarinettens lägsta ton. Vissa instrument är förlängda med ytterligare klaffar och kan spelas så lågt som till c (klingande Bb1). 
I äldre partitur förekommer noter för basklarinett i A. Detta instrument är idag mycket sällsynt och ersätts alltid av basklarinett i Bb.
Basklarinetten har ett i princip lika stort tonomfång som den vanliga klarinetten, frånsett vissa begränsningar i den högsta oktaven. I symfoniorkestern är f3 (klingande eb2) normalt den högsta tonen. 

## Notation
Tonangivelserna i texten ovan baseras på det "franska" notationssättet som innebär noterna skrivs i diskantklav en stor nona (d.v.s. en oktav + en helton) högre än de klingar. Instrumentet kan också noteras "tyskt". Detta innebär att man skriver en helton högre än det klingar och växlar mellan basklav och diskantklav.

## Klangegenskaper
I sitt låga register har basklarinetten en mycket fyllig ton. Däremot är den inte lika fyllig och distinkt som den vanliga klarinetten i det register där båda instrumenten kan spela. I det högsta registret har basklarinetten en speciell ton som, även om den är klarinettlik, kan erinra något om altsaxofon.

## Användningsområden
Instrumentet förekommer främst i klassisk musik, men även i jazzsammanhang. I symfoniorkestern har basklarinetten ibland en framträdande roll, som till exempel i Tjajkovskijs Nötknäpparsvit, samt i Wagners Lohengrin, där den karaktäriserar Ortrud.